# امیر حقوقی
امیر حقوقی(متولد ۱۷ فوریه ۱۹۹۴) یک وزنه‌بردار ایرانی است که موفق شد مدال نقره مسابقات قهرمانی وزنه‌برداری آسیا ۲۰۱۹ را کسب کند.

## نتایج
| سال          | مکان               | وزن          | یک‌ضرب (کیلوگرم) | یک‌ضرب (کیلوگرم) | یک‌ضرب (کیلوگرم) | یک‌ضرب (کیلوگرم) | دوضرب (کیلوگرم) | دوضرب (کیلوگرم) | دوضرب (کیلوگرم) | دوضرب (کیلوگرم) | مجموع        | رتبه         |
| سال          | مکان               | وزن          | ۱               | ۲               | ۳               | رتبه            | ۱               | ۲               | ۳               | رتبه            | مجموع        | رتبه         |
| قهرمانی جهان | قهرمانی جهان       | قهرمانی جهان | قهرمانی جهان    | قهرمانی جهان    | قهرمانی جهان    | قهرمانی جهان    | قهرمانی جهان    | قهرمانی جهان    | قهرمانی جهان    | قهرمانی جهان    | قهرمانی جهان | قهرمانی جهان |
| ------------ | ------------------ | ------------ | --------------- | --------------- | --------------- | --------------- | --------------- | --------------- | --------------- | --------------- | ------------ | ------------ |
| ۲۰۱۸         | عشق‌آباد، ترکمنستان | ۹۶ کیلوگرم   | ۱۶۱             | ۱۶۷             | ۱۷۱             | ۱۴              | ۲۰۱             | ۲۰۷             | ۲۱۳             | ۱۰              | ۳۷۴          | ۱۲           |
| ۲۰۲۱         | تاشکند، ازبکستان   | ۱۰۲ کیلوگرم  | ۱۶۷             | ۱۷۲             | ۱۷۵             | ۵               | ۲۱۰             | ۲۱۶             | ۲۱۸             | 3               | ۳۸۸          | 3            |
| قهرمانی آسیا |                    |              |                 |                 |                 |                 |                 |                 |                 |                 |              |              |
| ۲۰۱۵         | استان پوکت، تایلند | ۸۵ کیلوگرم   | ۱۵۵             | ۱۶۳             | ۱۶۳             | ۷               | ۱۸۵             | ۱۹۶             | ۱۹۷             | ۷               | ۳۴۰          | ۷            |
| ۲۰۱۹         | نانگبو، چین        | ۱۰۲ کیلوگرم  | ۱۶۱             | ۱۶۹             | ۱۶۹             | ۵               | ۲۰۲             | ۲۱۵             | ۲۲۱             | 2               | ۳۸۴          | 2            |